# Маркус Гросскопф
Маркус Гросскопф (нім. Markus Grosskopf; 21 вересня 1965, Гамбург) — німецький музикант і пісняр, більш відомий як бас-гітарист, бек-вокаліст і співзасновник павер-метал гурту Helloween, і один з двох оригінальних учасників (другий — Міхаель Вайкат), які залишилися до сьогодні. Члени родини Маркуса Гросскопфа сьогодні живуть в Південній Африці, Канаді, США і Німеччині.

## Біографія
Почав грати на бас-гітарі у 16 років коли подружився з барабанщиком і гітаристом. Вони шукали басиста і таким чином Маркус купив свою першу бас-гітару, вони розпочинали з каверів на Sex Pistols, the Ramones та інших.e. Через деякий час він вирішив залишити їх, щоб знайти більш «важкий» гурт з більшими можливостями для живих виступів. Так він зустрів Кая Гансена і розпочав грати в його гурті «Second Hell». Незабаром гурт об'єднав зусилля з колишнім гітаристом «Powerfool» Міхаелем Вейкатом і змінив назву на Helloween. В оригінальному складі були Кай Гансен (гітара/вокал), Міхаель Вайкат (гітара), Маркус Гросскопф (бас-гітара) і Інґо Швіхтенберґ (ударні).
Гросскопф писав деякі пісні для гурту, які в основному використовувались на стороні Б, але після альбому Rabbit Don't Come Easy (який містив три пісні записані Маркусом), його композиції почали регулярно з'являтись на альбомах гурту.

## Побічні проекти
Першим побічним проектом був гурт Shockmachine, де він зіграв одночасно на бас- і ритм-гітарах. Вони випустили альбом Shockmachine в 1998 році.
Маркус також зіграв на бас-гітарі на двох перших альбомах проекту Avantasia вокаліста Тобіаса Саммета гурту Edguy які вийшли у 2001 і 2002 роках.
Також він зіграв на виступі з оркестром гурту Uriah Heep в Солсбері, який був виданий на відео в 2001 році.
Гросскопф також працював з гуртом Kickhunter, який випустив свій перший альбом «Hearts and Bones» у 2002 році, і на якому Маркус зіграв роль бас-гітариста, гітариста і продюсера. У 2007 році вийшов їхній альбом Little Monsters
Але найбільш важливим і амбіційним його проектом є Markus Grosskopf's Bassinvaders.

## Стиль
Стиль гри Гросскопфа включає дуже помітні басові лінії, інколи він навіть грає соло (одні з найвідоміших композицій «Heavy Metal (Is The Law) або „Eagle Fly Free“). Він використовує як пальці так і медіатор, в залежності від пісні. Він використовує медіатор для більш зрозумілих, простих басових ліній, як в I Want Out або Just a Little Sign, і пальці для більш помітного звучання — на композиціях Eagle Fly Free або Halloween. Його стиль гри розширився на одному з останніх альбомів Helloween Keeper of the Seven Keys — The Legacy, де помітно більше соло і основних басових партій, на композиціях „Invisible Man“, „Light the Universe“ і навіть слеп на композиції „Mrs. God“, але перед цим, в пісні „Goin' Home“ з альбому Pink Bubbles Go Ape, слеп можна почути вперше в дискографії Helloween. Найбільше є його віртуозність можна почути на його проекті Markus Grosskopf's Bassinvaders.

## Обладнання

### Підсилювачі
- Ampeg SVT 400 Watt amplifier
- Ampeg SVT 8/10» Cabinets

### Бас-гітари
- Dommenget Telecaster Bass
- Fender Precision Bass (цільнокорпусна бас-гітара)
- Fender Jazz Bass
- Sandberg American Basses
- BC Rich Eagle Bass